# Cormondrèche
Cormondrèche est une ancienne commune et une localité de la commune de Neuchâtel, située dans la région neuchâteloise du Littoral, en Suisse.

## Géographie

### Situation
Cormondrèche est située à environ 5 km à l'ouest de Neuchâtel, sur la route principale H10, qui relie Neuchâtel à Pontarlier, par le Val-de Travers, et sur la route cantonale RC 170, conduisant de Neuchâtel au Locle, par le col de la Tourne.

### Structure
Le village de Cormondrèche est un village-rue de tradition agricole et viticole. La rue principale (Grand-Rue) a conservé son caractère ancien de maisons juxtaposées dans un alignement point rigoureux et fait un coude.

## Toponymie
Le nom de la localité dérive du substantif roman corte, qui désigne un domaine agricole ou un hameau et remonte lui-même au latin cohorte, et d'un nom de personne germanique féminin composé d'éléments tels que Mund- et Ris(i)ca.
Sa première occurrence écrite date de 1179, sous la forme de Cormundresge.
La localité se nomme Cmondretche en patois neuchâtelois. Elle est surnommée La Tchère Frétche, soit la chair fraîche.

## Population et société

### Gentilé et surnom
Les habitants de la localité se nomment les Cormontants ou les Cormontans.
Ils sont surnommés les Brêmes (une sorte de poissons).

## Histoire
En 1629, la commune de Cormondrèche est victime de la peste, qui tue 160 habitants.
En 1875 entre en vigueur la nouvelle loi neuchâteloise sur les communes, complétée par celle de 1888 qui entre en vigueur l'année suivante. Depuis 1889, Corcelles et Cormondrèche forment une seule commune, Corcelles-Cormondrèche, regroupant les deux villages et gérant tous les biens de la communauté. La fusion constitue l'une des premières de l'histoire de la Suisse.
Le 1er janvier 2021, la localité fusionne avec celle de Corcelles et les communes de Peseux et Valangin, pour se rattacher à celle de Neuchâtel[réf. nécessaire].

## Bâtiments et monuments
Le château de Cormondrèche (rue du Château 2) s’élève à l’emplacement d’une demeure signalée en 1569, propriété alors de Claude de Montmollin. De nombreuses transformations au XVIIe siècle et XIXe siècle modifient considérablement son apparence et lui donnent son air néo-médiéval actuel. Le parc est également remodelé en 1873 dans le style des jardins paysagers anglais.[réf. nécessaire]
Grand-Rue 25 se situe une maison, dite Caves du Prieuré, en raison de la proximité d'un site d’encavage (disparu) dépendant du prieuré Saint-Pierre de Môtiers dans le Val de Travers. L’édifice est bâti vers 1550 pour Claude Baillod, puis transformé au XIXe siècle pour l’établissement d’une fabrique d’horlogerie, puis de cigares. Il est utilisé au xxie siècle comme espace de vinification et de présentation au public,.
Grand-Rue 28 se trouve la maison de Lully, baptisée ainsi en souvenir de Joseph de Praroman, seigneur de Lully, détenteur de l’édifice en 1795. La demeure date sans doute des XVIIe siècle et XVIIIe siècle. Les parties supérieures sont reconstruites après un incendie en 1981.[réf. nécessaire]
Toujours dans la Grand-Rue, le Manoir est une maison vigneronne à quatre corps de bâtiments, dont le plus important pourrait remonter au début du XVIIe siècle. L’aile nord date de 1704-1705.[réf. nécessaire]

## Pour en savoir plus